# Осорио-и-Сильва, Хосе

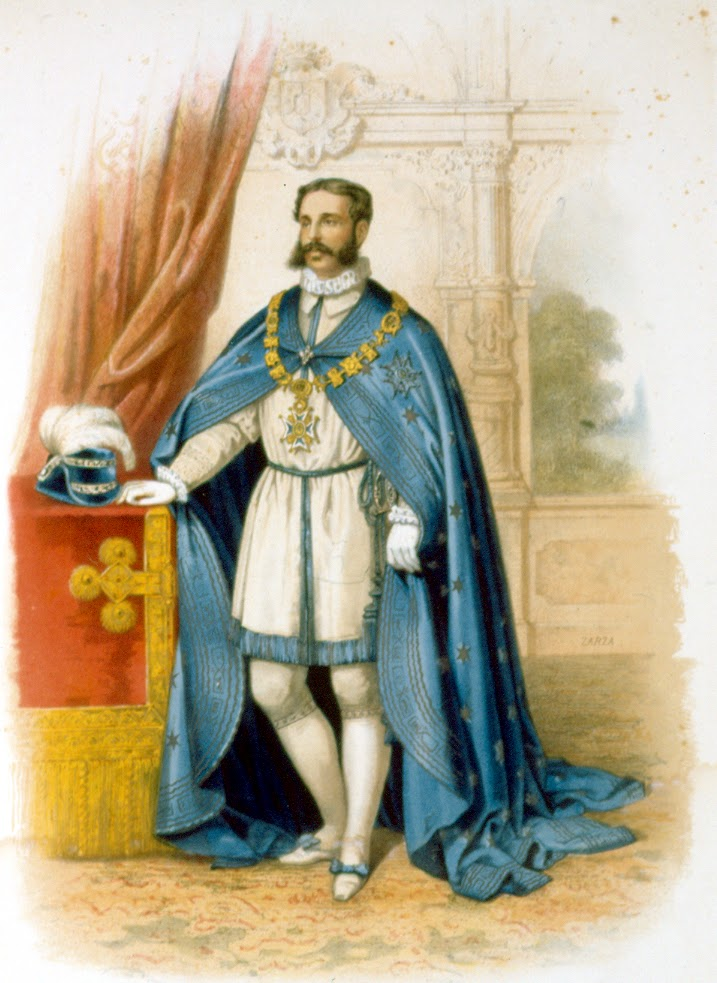
Хосе Осорио с цепью Ордена Карлоса III

Хосе Осорио-и-Сильва (исп. José Osorio y Silva; 4 апреля 1825, Мадрид — 30 декабря 1909, Мадрид) — испанский аристократ, рода Осорио, маркизов Астрога и гранд, крупный государственный деятель, 9-й герцог де Сесто, 16-й герцог де Альбуркерке и 16-й маркиз де Альканьисес (1866—1909), мэр Мадрида (1857—1864). Он также был известен под титулом герцога Сесто, унаследованным от своего отца, и под прозвищами «Пепе Осорио» или Пепе Альканьисес".

## Детство
Он родился в Мадриде, во дворце Альканисес, 4 апреля 1821 года, Старший сын Николаса Осорио-и-Сайяса (1793—1866), 15-го маркиза Альканьисеса и 9-го маркиза де Лос-Бальбасес, 15-го герцога де Альбуркерке (1830—1866), обладателя 18 дворянских титулов и 6 титулов гранда Испании. Его матерью была Инес Франсиска де Сильва и Тельес-Хирон (1806—1865), дочь Хосе Габриэля де Сильва-Базана (1772—1839), 10-го маркиза де Санта-Крус-де-Мудела (гранда Испании), и Хоакины Тельес-Хирон и Пиментель (1784—1851), графини Осило. у него было шесть братьев и сестер, из которых до совершеннолетия дожили только Хосе Осорио и его младший брат Хоакин Осорио (1826—1857). Хосе имел тесные отношения со своим братом Хоакином на протяжении всей своей жизни и уступил титул графа ла Корзана ему и его потомкам от брака с Марией де лас Мерседес де Эредия и Сафра-Васкес, 2-й маркизой Лос-Ареналес.
С детства он воспитывался самыми престижными учителями того времени, знал английский, французский и итальянский языки. В 1834 году он посещал колледж Масарнау в Мадриде, связанный с Мадридским университетом. Семья проводила лето в Куэльяре (Сеговия) в родовом замке, принадлежавшем семье. Это продолжалось до тех пор, пока семья герцога Альбуркерке не переехала на местожительство рядом с королевским дворцом. Они также часто посещали Ледесму (Саламанка) во время праздников. В детстве Хосе Осорио часто посещал Королевским дворец в Мадриде вместе со своей матерью, которая была близкой подругой королевы Марии Кристины. После смерти короля Фердинанда VII и начала Первой карлистской войны семья герцога Альбуркерке отправилась в ссылку в Италию, где проживала в Риме, Неаполе и Палермо.

## Брак и любовные отношения

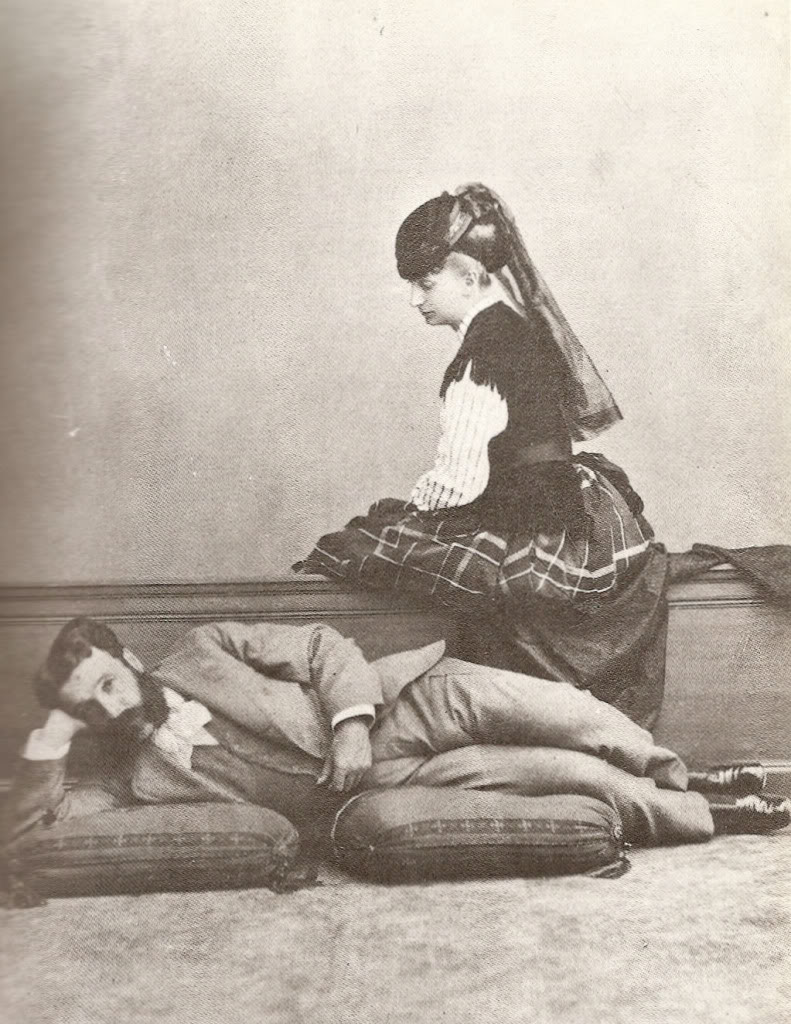
Пепе Осорио вместе со своей женой Софьей Трубецкой в Довиле (Франция), весна 1869 года

Герцог Сесто был влюблён в Франсиску де Портокарреро, 9-ю графиню Монтихо (1825—1860), старшую дочь испанского гранда и офицера Киприано Палафокса и Портокарреро, 8-го графа Монтихо (1784—1839), и его жены, Марии Мануэлы Киркпатрик (1794—1879). В 1848 году Франсиска вышла замуж за богатейшего аристократа Хакобо Фитц-Джеймса Стюарта и Вентимилья, 15-го герцога де Альба (1821—1881). Чтобы поближе познакомиться с ней, Хосе Осорио завязал дружеские отношения с её младшей сестрой, Евгенией де Монтихо (1826—1920), будущей супругой императора Франции Наполеона III, но она влюбилась в него. Из-за неразделенной любви Евгения даже пыталась покончить жизнь самоубийством. Евгения никогда не забывала его. В 1852 году она написала герцогу о предложении императора Франции, а после его молчания послала телеграмму «Император попросил моей руки, что я должна делать?». Ответ герцога: «Желаю вам быть очень счастливой». Также у Хосе Осорио была связь с Хосефой Пенья Аскарате (1847—1900), известной как Пепита Пенья, которая позднее вышла замуж в Мексике за маршала Франсуа Ашиля Базена (1811—1888).
В 1868 году Хосе Осорио, находясь в Довиле (Франция), сопровождая в изгнании испанскую королевскую семью, познакомился с русской дворянкой, княжной Софией Трубецкой (1838—1898), которая была вдовой Карла Августа Морни (1811—1865), сводного брата императора Франции Наполеона III. Отцом Софьи считался князь Сергей Васильевич Трубецкой, но некоторым данным, им мог быть российский император Николай I Павлович. Мать Софии Екатерина Петровна Мусина-Пушкина (1816—1897) была до брака фавориткой императора. Влюбленные переехали в Испанию, где 20 февраля 1869 года получили от королевы Изабеллы II согласие на заключение брака. 21 марта того же года в Витории герцог Альбуркерке женился на княжне Софьи Трубецкой.
Его жена считалась одной из самых красивых и элегантных женщин в Европе XIX века. Через несколько лет после брака по настоянию Софии Хосе Осорио и Сильва провел значительную реконструкцию дворца Альканьисес. По просьбе Софьи на Рождество 1870 года в их дворце была установлена первая в Испании рождественская ёлка. София получила от королевы Испании Изабеллы II Орден Королевы Марии Луизы. Софья поддержала своего мужа и активно участвовала в деле восстановления монархии в Испании.
Супруги не имели детей в браке. 27 июля 1897 года 60-летняя Софья скончалась в Мадриде, а Пепе пережил свою жену на двенадцать лет. Незадолго до смерти, Хосе Осорио-и-Сильва, герцог Альбуркерке, не имевший детей, назначил своим наследником и преемником внучатого племянника Мигеля Осорио и Мартоса (1886—1942).

## Титулы и награды
С момента своего рождения Хосе Осорио, будучи старшим сыном и наследником своего отца. носил титулы герцога де Сесто, маркиза де Куэльяра, маркиза де Монтаоса и маркиза де Кульера.
31 января 1866 года после смерти своего отца, Николаса Осорио, 15-го герцога Альбуркерке (1793—1866), Хосе Осорио и Сильва унаследовал его многочисленные титулы, 9-й герцог де Сесто, 16-го герцога Альбуркерке (гранд Испании), 5-го герцога Альхете (гранд Испании), 17-го маркиза де Альканьисеса (гранд Испании), 8-го маркиза де лос Бальбасеса (гранд Испании), 11-го маркиза де Кадрейта, 15-го маркиза де Куэльяр, 6-го маркиза де Кульеры, 13-го маркиза де Монтаоса, 12-го графа де Корзана (гранд Испании), 14-го графа де Фуэнсалданья, 14-го графа де Грахаль, 16-го графа де Уэльма, 16-го графа де Ледесма, 13-го графа де ла Торре, 12-го графа де Вильянуэва де Каньедо и 10-го графа де Вильяумброса.
В 1844 году 19-летний Хосе Осорио был назначен королевским рыцарем кавалерии в Севилье. В 1863 году королева Изабелла II пожаловала ему Цепь Ордена Карлоса III.
Герцог Альбуркерке также был кавалером Ордена Золотого руна, Золотой медали Альфонсо XIII и исполнял обязанности великого канцлера Ордена Изабеллы Католической. Также он являлся кавалером многочисленных иностранных орденов, в том числе Ордена Креста (Португалия), Большого Креста Ордена Святых Маврикия и Лазаря (Италия), Большого Креста Ордена Красного Орла (Пруссия), Большого Креста Ордена Почетного Легиона (Франция), а также наград Германии, Австрии, Бельгии, Бразилии, Венгрии, Швейцарии и Турции.

## Болезнь и смерть
10 декабря 1909 года Хосе Осорио и Сильва, несмотря на свой солидный возраст, насморк и просьбы племянника, участвовал в выборах мэра Мадрида. Это был его последний выход из дома, он заболел пневмонией. 30 декабря того же года 84-летний герцог Альбуркерке скончался. Он был похоронен в семейной пантеоне на кладбище Альмудена в столице Испании. На похоронной церемонии короля Альфонсо XIII, который в это время отсутствовал в столице, представлял его зять, принц Фердинанд Баварский (муж его сестры, инфанты Марии Терезы Испанской).
Власти Мадрида присвоили одной из улиц столицы имя герцога де Сесто (район Саламанка).